# Rackham (maison d'édition)
Pour les articles homonymes, voir Rackham.
 (mars 2017).
Si vous disposez d'ouvrages ou d'articles de référence ou si vous connaissez des sites web de qualité traitant du thème abordé ici, merci de compléter l'article en donnant les références utiles à sa vérifiabilité et en les liant à la section « Notes et références ».
Rackham est un éditeur français de bande dessinée fondé en 1989.

## Historique
Fondée en 1989 par Alain David et Michel Lablanquie, Rackham compte parmi les plus anciens éditeurs «  alternatifs  » de bande dessinée encore en activité. Après des débuts consistant surtout à produire des affiches, sérigraphies et lithographies, Rackham se lance dans l'édition de bandes dessinées avec une collection qui présente les travaux de jeunes auteurs comme Jean-Pierre Duffour, Lewis Trondheim, Pascal Rabaté, Riff, Kokor... Les livres, de petit format et en noir et blanc, se détachent de la production de l'époque, dominée par les albums cartonnés couleur de 48 pages ; l'accueil est mitigé et les ventes très faibles, tant et si bien que Rackham suspend ses activités juste après avoir publié Impasse et rouge de Séra et Sin City de Frank Miller (1994, en co-édition avec Vertige Graphic).
L'activité de la maison d'édition reprend en 1999, avec l'arrivée de Latino Imparato, qui auparavant avait co-fondé les éditions Vertige Graphic et qui dirige deux autres entreprises, le Comptoir des Indépendants et Bon à Tirer. Il partage avec Alain David le rôle d'éditeur. 
Ce virage de Rackham se manifeste par la publication de 300 de Frank Miller. Tournée vers le domaine étranger, et en particulier la bande dessinée américaine, Rackham poursuit et achève l'édition en français de la série Sin City, tout en publiant des auteurs tels que Joe Sacco, Daniel Clowes, Peter Bagge, Mike Mignola, Will Eisner, Alberto Breccia, Tony Millionaire, Matt Kindt, Alex Robinson (prix révélation au Festival d'Angoulême 2005 pour De mal en pis). Parallèlement, Rackham publie des bandes dessinées d'auteurs français (Troubs, Tanitoc, Cren & Cerqueux, Morvandiau) et élargit son catalogue par la publication d'auteurs italiens et argentins.
Après le départ d'Alain David en 2007, Latino Imparato poursuit seul le développement du catalogue de Rackham, en y intégrant aussi des auteurs venus d'autres pays, en particulier l'Espagne et les pays nordiques. Rackham publie ainsi des auteurs de la nouvelle vague espagnole  : Javier de Isusi, Álvaro Ortiz, David Rubín, Paco Roca, Fermín Solís, Alberto Vázquez... ainsi que des auteurs nordiques : Kati Kovács, Ville Ranta, Aapo Rapi, Liv Strömquist.
En 2008, en collaboration avec Yvan Alagbé, Rackham crée la collection « Le Signe Noir ». Dans cette collection sont publiés les rouleaux patua du West Bengala et les dessins (inédits en français) d'Edward Lear ; au même titre que les strips de Ben Katchor, la recherche picturale de Kamel Khélif et d'Aude Samama et les récits d'Andrea Bruno ou de Carlos Nine.
Rackham publie également des auteurs tels Sean Ford, Eamon Espey, Andrea Ferraris ou Pietro Scarnera (prix révélation au Festival d'Angoulême 2016 pour Une étoile tranquille, portrait sentimental de Primo Levi).

## Auteurs publiés
- Frank Miller, Joe Sacco
- Paco Roca, Javier de Isusi, David Rubín
- Lukas Jüliger
- Pietro Scarnera
- Alberto Breccia
- Ben Katchor
- Liv Strömquist
- Simone Angelini